# Compagnie des chemins de fer de la Vendée
Ne doit pas être confondu avec Chemin de fer de la Vendée ou Tramways de la Vendée.
La Compagnie des chemins de fer de la Vendée, ou Compagnie des chemins de fer de Vendée, est une société anonyme française créée en 1863 et absorbée par l'administration des chemins de fer de l'État en 1878.

## Histoire

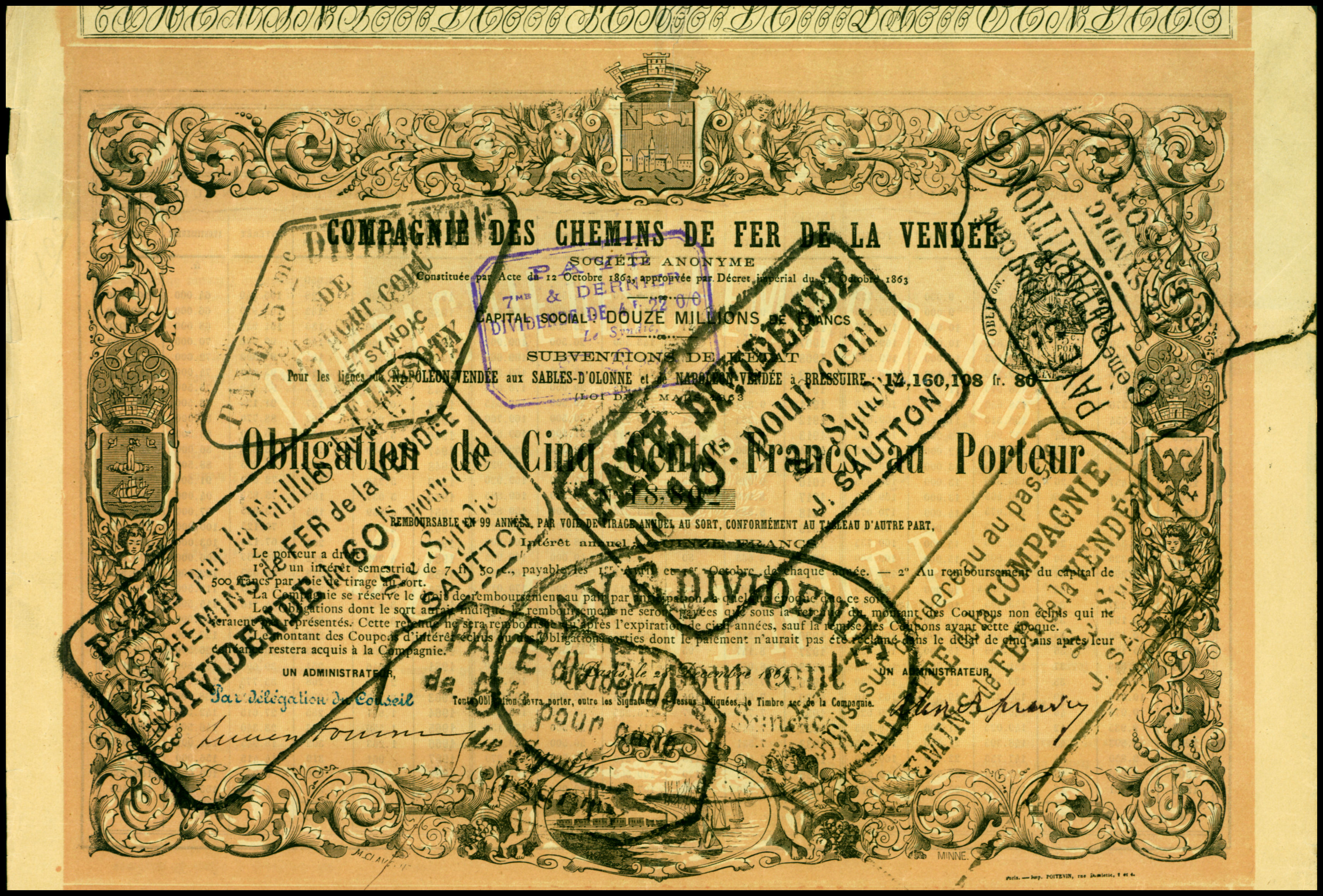
Obligation de la Compagnie des chemins de fer de la Vendée en date du 28 décembre 1869

La loi du 2 juillet 1861 et le décret du 15 septembre 1861 inscrivent l'exécution et l'adjudication de deux lignes de chemin de fer : Napoléon-Vendée - Gare des Sables-d'Olonne et Napoléon-Vendée - Gare de Bressuire. Elles sont concédées par décret impérial le 28 février 1863 à messieurs : comte de Monthiers, Thomas Savin, de Puyberneau, Pope Hennessy, Benjamin Oliveira, Bonnin, Paul Margetson, James Morrish, E.-P. de Colquhoun, Richard Kyrke-Penson, et marquis de Ripert de Monclar.
Le décret du 31 octobre 1863 approuve les statuts de la société anonyme dénommée Compagnie des chemins de fer de la Vendée faits à Paris par acte notarié le 12 octobre 1863. Les adjudicataires apportent les concessions à la société.
L'ensemble des lignes du réseau de la compagnie est mis sous séquestre par décret du 9 juin 1877, le tribunal de commerce de la Seine déclare la société en faillite par le jugement du 22 juin 1877 et le 25 mai 1878 le réseau racheté par l'État, est intégré dans l'administration des chemins de fer de l'État.

## Les lignes
- Les Sables d'Olonne - Tours :

Les Sables d'Olonne - La Roche-sur-Yon (36km) : ouverture  le 30 décembre 1866.
La Roche-sur-Yon - Bressuire (76km) : ouverture le lundi 27 mars 1871
Bressuire - Chinon (80km) : ouverture le 11 août 1873
Chinon - Tours (49km) : ouverture le 31 mai 1875.
- Joué-lès-Tours - Châteauroux :

Joué-lès-Tours - Loches (41,5km) : ouverture le 15 juillet 1878
Loches à Châtillon-sur-Indre (21,5km) : ouverture le 27 octobre 1879
Châtillon-sur-Indre à Châteauroux (49km) : ouverture le 18 juillet 1880.
Le centre du réseau est situé à Tours où sont situées une gare terminus et les ateliers d'entretien et de réparation du matériel roulant. Ces installations étaient distinctes de celle de la compagnie d'Orléans.